# Louise Julie de Mailly-Nesle
Ludwika Julia de Mailly-Nesle, fr. Louise Julie, comtesse de Mailly (ur. 1710, zm. 5 marca lub 30 listopada 1751 w Paryżu) – hrabina Mailly, pierwsza oficjalna metresa króla Francji - Ludwika XV.
Była rówieśniczką króla Ludwika XV, córką Louisa III de Mailly-Nesle i jego żony Armande Félice de La Porte Mazarin (wnuczki Hortensji Mancini). Urodziła się jako najstarsza spośród pięciu sióstr de Nesle:
- Pauline-Félicité de Mailly, markiza Vintimille (1712–1741)
- Diane Adélaïde de Mailly, księżna Lauraguais (1714–1769)
- Hortense Félicité de Mailly, markiza Flavacourt (1715–1763)
- Marie Anne de Mailly, księżna Châteauroux (1717–1744)

Spośród pięciu sióstr jedynie markiza Flavacourt nie była kochanką króla. Ludwika została jego pierwszą kochanką, gdy król miał 23 lata, w 1733 roku. Znajomość zawiązała się na polowaniu - w czasie gdy królewskie pożycie z królową Marią Leszczyńską nie układało się najlepiej. Od roku 1737 do 1739, para spotykała się potajemnie, ze względu na uczucia królowej. 
W tym ostatnim roku lub też w 1740, Ludwik zainteresował się jej młodszą siostrą - Pauline-Félicité de Mailly i to właśnie ona została kolejną kochanką króla (fr. maîtresse en titre), a nawet urodziła królowi syna. Louise Julie w 1742 opuściła dwór królewski, i zmarła 5 marca lub 30 listopada w Paryżu w 1751. Została pochowana na cmentarzu niewiniątek, wśród biedoty, jak sobie życzyła.